# Rokin

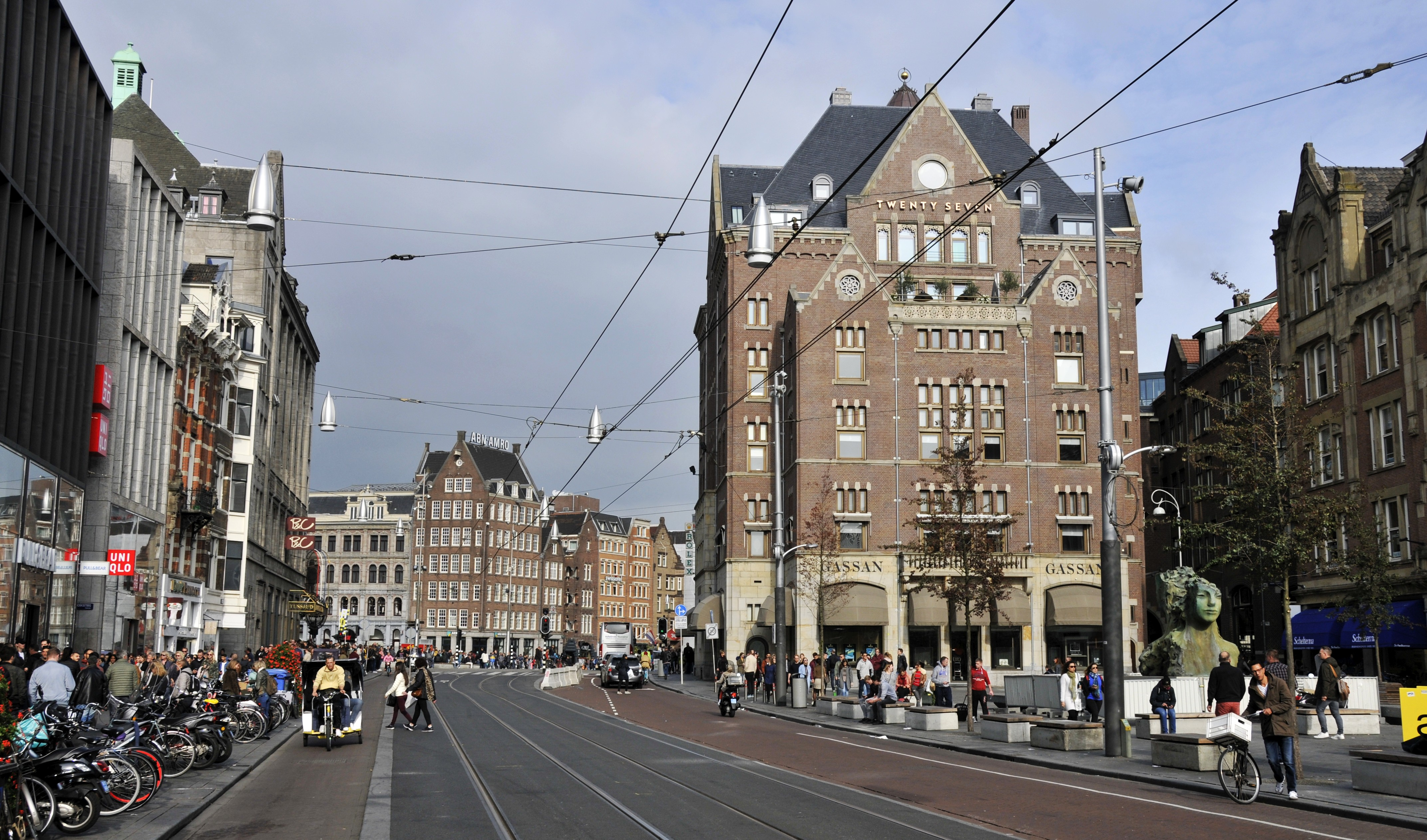
Seit 1916 bildet das Gebouw Industria deb nördlichen Abschluss des Rokin zum Dam hin (2018)

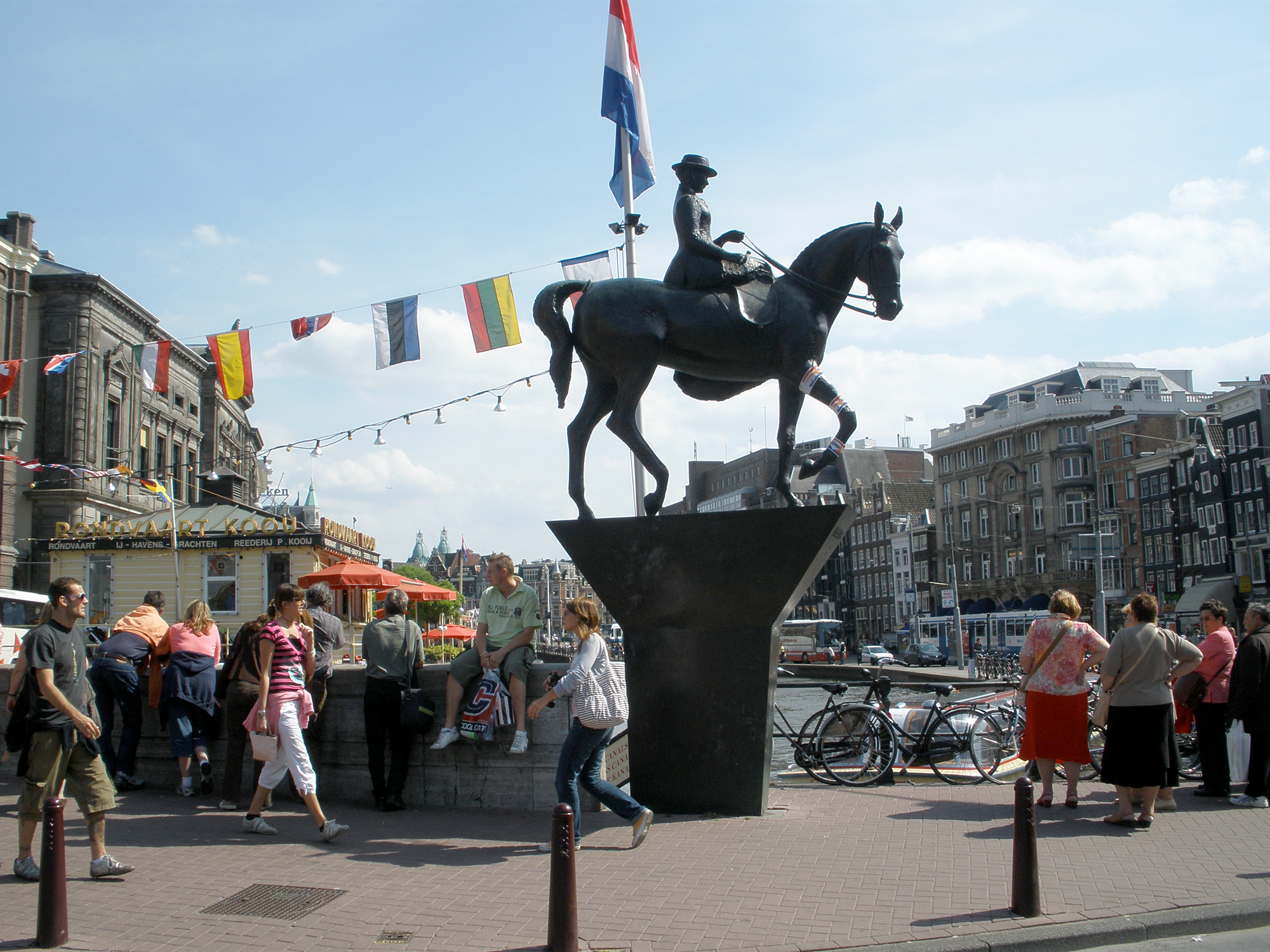
Reiterstandbild von Königin Wilhelmina Am Übergang von Gewässer zur Straße

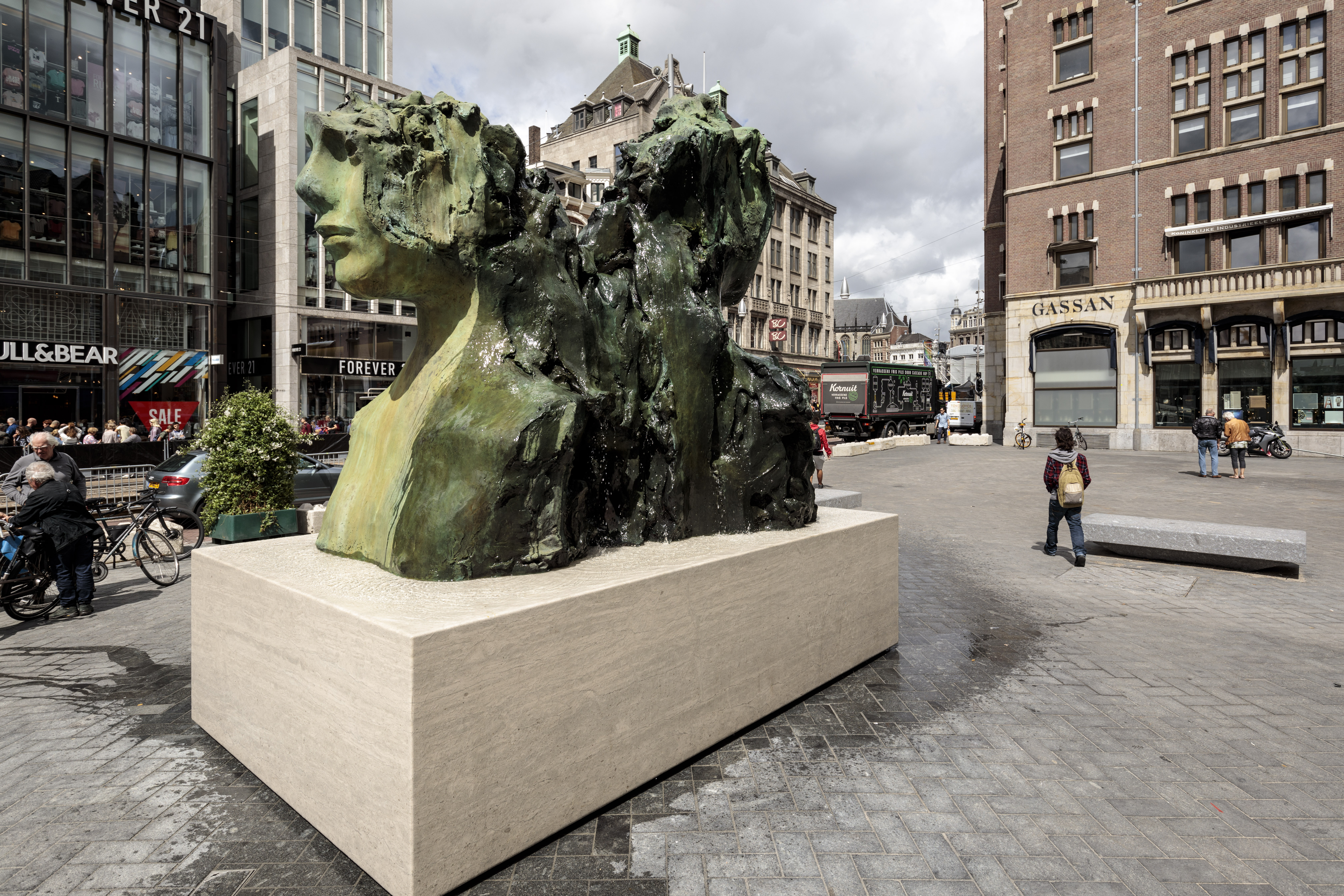
Brunnen von Mark Manders (2017)

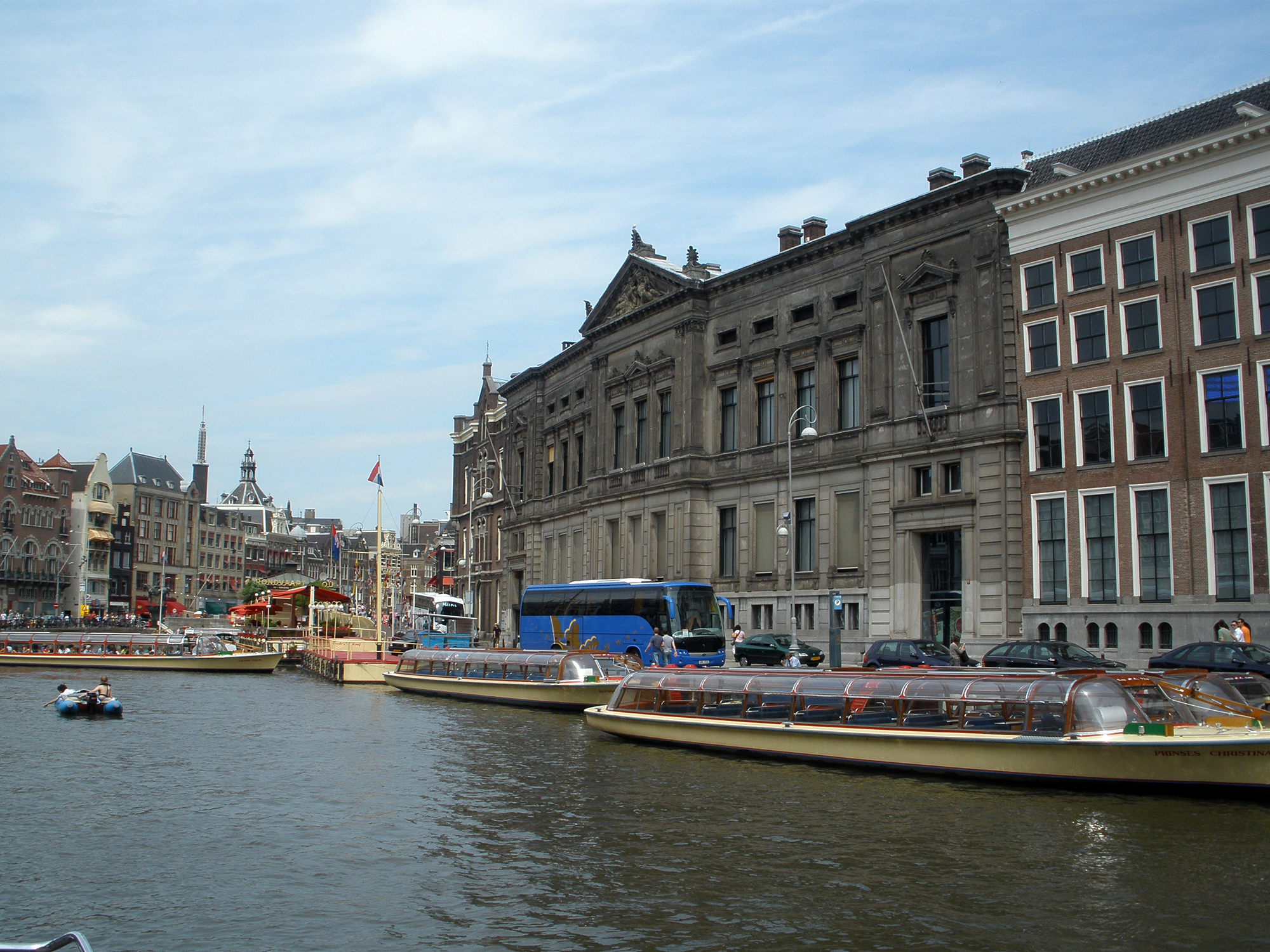
Das ehemalige Gebäude De Nederlandsche Bank, heute Allard Pierson Museum

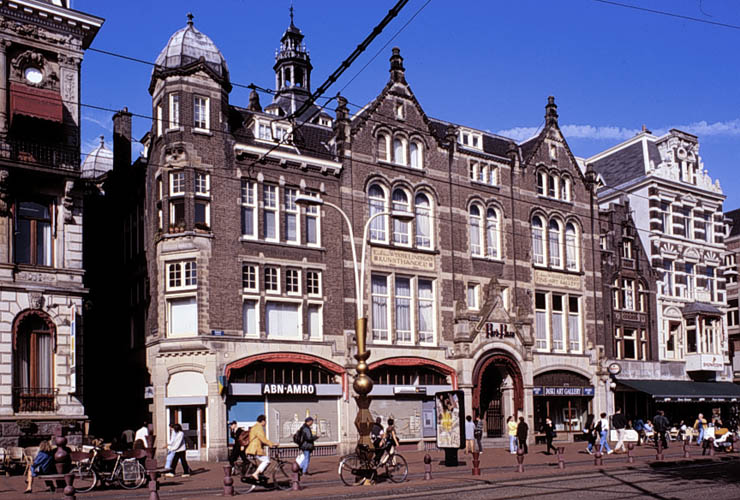
Rokin 78–80 mit den Kunsthandel Wisselingh und dem Eingang der Nieuwezijds Kapel

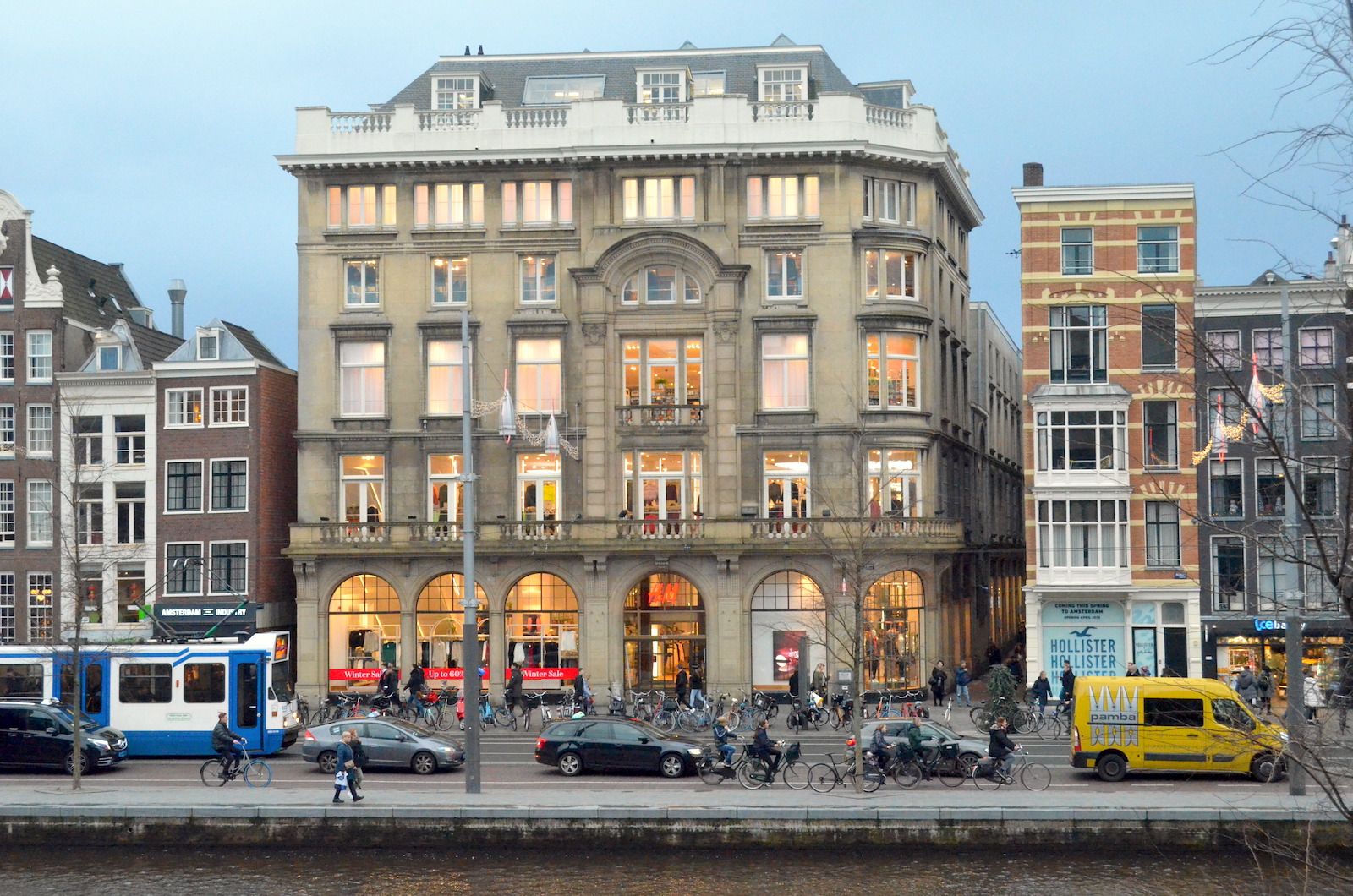
Ehemaliges Haus der Maison de Bonneterie, heute Hennes & Mauritz, Dezember 2019

Der Rokin ist ein Gewässer und eine Straße in Amsterdam-Centrum, gelegen zwischen dem Dam und dem Muntplein und war früher ein Teil des Laufs der Amstel.

## Name
Die frühesten Erwähnungen des Namens Rokin stammen aus den Jahren 1559 (als „Ruck-in“), 1563 („Rock Inne“) und 1564 („’t Rockin“). Der Name bezeichnete den Kai, der kurz zuvor an der Westseite der damaligen Amstel, südlich des Dams, angelegt worden war. Dadurch mussten die Gebäude, die bis dahin direkt am Wasser der Amstel standen, „einrücken“.
Es gibt keine historische Herleitung für die Legende, wonach „Rokin“ eine Verballhornung von „Rak-in“ sei. „Rak“ ist im Niederländischen die Bezeichnung für einen geraden schiffbaren Kanalabschnitt (wie auch in Damrak oder Skagerrak), aber dieses Wort wurde nie in „Rok“ gewandelt und es wurde niemals eine Präposition oder ein Adverb dahinter gesetzt.
Bereits seit dem 17. Jahrhundert wird das Gewässer meist schon als „Rokin“ erwähnt.

## Geschichte
Auf dem Höhepunkt des Goldenen Zeitalters, war der Rokin eine angesehene Straße. Hier wohnten die reichsten und mächtigsten Amsterdamer, wie etwa die Familie Trip, die mit Kanonen ihr Geld erwirtschafteten sowie die Familie Van Lennep. Das fast stehende und dadurch Gerüche ausströmende Wasser des Rokin bildete einen Binnenhafen für Schiffe nach Utrecht, Gouda und Woerden. In späteren Jahrzehnten verkam die Straße jedoch. Bekannt wurde das „Slaaphuis“, ein Bordell von Anna Roos und Pieter Ribbens, in dem drei Prostituierte arbeiteten. Dies kehrte sich erneut nach der Gründerzeit um. Es gab viele Kunsthändler, darunter ein Onkel Vincent van Goghs, Banken und Kaufhäuser wurden gegründet. Auch die Prostitution verschwand. Der Franzose Joseph Duport eröffnete 1836 sein Varieté „Grand Café Nord“, welches aber schon zwei Jahre darauf abbrannte, worauf er in der Parallelstraße Nes seinen Salon des Variétés gründete. Im Kontrast zu dieser eleganten Entwicklung stellte das Gewässer des Rokin weiter ein olfaktorisches Problem dar.

## Verfüllung
So wurde in den 1920er Jahren darüber diskutiert, ob ein Teil des Rokin nicht verfüllt werden sollte, um dem strengen Geruch zu begegnen aber auch Platz für den (umsatzsteigernden) Autoverkehr zu schaffen. Auf der anderen Seite standen die Befürworter des Erhalts des jahrhundertealten Stadtbildes. „Stadtschändung“ und „Vandalismus“ nannte der Künstler Jan Veth den Plan.
Schließlich wurde dieser Abschnitt der Amstel zwischen dem Spui und dem Dam in den 1930er Jahren in zwei Etappen (1933 und 1936) trockengelegt. Auf der neu entstandene Fläche wurde zunächst ein bewirtschafteter Parkplatz angelegt. In dem verbleibenden Teil des Gewässers legen heute touristische Rundfahrtboote an.

## U-Bahnbau

### Archäologische Funde
Ein Team von Archäologen des städtischen Amts für Monumenten & Archeologie führte während des Baus der U-Bahn Noord-Zuidlijn Ausgrabungen durch. In einer Baugrube, die bis zu acht Meter unter dem Amsterdamer Pegel lag, fanden sie eine große Ansammlung von Gegenständen aus der Zeit von 1300 bis 1900. Neben Dutzenden von Töpfen und Krügen fanden sich auch komplette Schuhe, Knochenmaterial und zahlreiche Metallgegenstände. Auffallend war, dass viele Töpferwaren ganz oder fast vollständig erhalten waren.
Dies geschah vermutlich deshalb, da das Wasser der Amstel hier wesentlich ruhiger war als im verkehrsreichen und von den Gezeiten beherrschten Damrak, wo hauptsächlich nur Scherben gefunden wurden.

### Bauausführung
Zwischen 2003 und 2020 erfolgten am Rokin die Bauarbeiten der U-Bahn, wie auch der Metrostation Rokin. Der bei den Amsterdamern von Anfang an umstrittene Bau zeitigte tatsächlich einige der befürchteten bedenklichen Situationen. So war man 2006 im Untergrund des Rokin auf eine 350 Jahre alte Uferbefestigung von harten Eichenpfählen gestoßen, die nur Stamm für Stamm mit einem speziell entwickelten Gerät entfernt werden konnten, da sonst der Boden und die angrenzenden Gebäude weggerutscht wären. So wie es vier Jahre später an der Vijzelgracht tatsächlich noch geschehen sollte. Zwischen Dam und Spui wurde die Haltestelle in einer tiefen Baugrube errichtet, darüber befanden sich ein Fahrradunterstellplatz und ein Parkplatz. Nach der Verfüllung der Baugrube wurde der Rokin zusammen mit dem Damrak im Rahmen des städtischen Projekts Rode Loper mit grauen Natursteinpflastern und Beleuchtung neu gestaltet. Auf einem neuen Platz vor dem nördlichen U-Bahn-Eingang wurde nach einem zuvorigen Auswahlverfahren ein Bronzebrunnen des Künstlers Mark Manders aufgestellt. Es gab in den 1990er Jahren Vorschläge, die historische Situation eines durchgehenden Gewässers wieder herzustellen und den Rokin nach dem Bau der Noord/Zuidlijn bis zum Dam wieder aufzugraben, aber diese Pläne wurden von den Geschäftsinhabern rund um den Rokin abgelehnt.
Im U-Bahnhof ist zwischen den Rolltreppen ein großer Teil der archäologischen Funde in von oben einsehbaren Vitrinen ausgestellt.
Oberirdisch fahren die Amsterdamer Straßenbahnen der Linien 4 und 14 sowie Nachtbuslinien über den Rokin.

## Herausragende Gebäude
Bis 1908 stand am Rokin die Kapelle der Heilige Stede (Nieuwezijds Kapel). Diese Kirche wurde zu Ehren und zwei Jahre nach dem „Mirakel van Amsterdam“, einer Wundererscheinung der Eucharistie im Jahr 1345, errichtet. In 1988 wurde auf dem Bürgersteig auf der Höhe Rokin 78–80 aus einem Überbleibsel der Kirche die „Mirakelkolom“, eine Säule aus Naturstein mit Betonfundament, aufgestellt.
In den Jahren 1608/1609 wurde nach einem Entwurf von Hendrick de Keyser die erste Amsterdamer Börse auf der anderen Seite des Rokin in der Nähe des Dam-Platzes errichtet. Diese alte Amsterdamer Börse, die während des Goldenen Zeitalters eine wichtige Rolle für den wirtschaftlichen Erfolg der Stadt spielte, wurde im Jahr 1835 abgerissen und durch Nachfolgebauten ersetzt. Das Gebäude stand auf Bögen über dem Fluss. Ein zentraler Tunnel ermöglichte es einem Schiff unter der Börse hindurch zum Damrak zu fahren.
Das Beurspoortje (etwa: „Börsentörchen“), eine Verbindung zwischen Dam und Rokin, existierte noch bis 1913. Unterhalb der 1913–1916 fertiggestellten Gebouw Industria, am nördlichen Ende des Rokin, befindet sich ein neues „Beurspoortje“, das daran erinnert. Der Durchgang führte zu den alten Amsterdamer Börsen am Dam und Damrak.
Am Oude Turfmarkt, gelegen am östlichen Ufer des Rokin, steht das Gebäude des archäologischen Museums der Universiteit van Amsterdam: das Allard Pierson Museum. In diesem Bau aus dem Jahr 1868 war bis 1968 De Nederlandsche Bank ansässig. Das angrenzende, 1642 von Philips Vingboons entworfene, Haus und das Haus der ehemaligen „Sint-Bernardusgesticht“ (Stiftung St. Bernhard) aus dem Jahr 1843 sind verbunden zu einer neuen Bibliothek der Bijzondere Collecties van de Universiteit van Amsterdam.

### Weitere Gebäude
- Das ehemalige Warenhaus Vroom en Dreesmann von 1912–1928.[7]
- Rokin 140–142 – Modewarenhaus Maison de Bonneterie aus dem Jahr 1905. Geschlossen 2014 und an neue Modefirmen vermietet.
- Rokin 3 – Haus der Künstlergesellschaft Arti et Amicitiae. Im Jahr 1841 wurde in einem der drei dort erworbenen Häuser die erste Kunsthalle eröffnet. Nach einem Umbau durch den Architekten J.H. Leliman wurde der Komplex hinter der heutigen Fassade (1856) wieder zu einem Haus.
- Rokin 92–96, „De Rijnstroom“ – Tabakgeschäft P. G. C. Hajenius, Hoflieferant vieler europäischer Fürstenhäuser seit 1826. 1915 erbaut durch den Architekten Adolf Daniël Nicolaas van Gendt aus deutschem Sandstein.[8] Das Hauptgeschäft wurde im Art-déco-Stil erbaut. Innen wurde es mit italienischem Marmor, kunstvollen Ornamentik, Kronleuchtern und hölzerne Wandvertäfelung ausgestattet. In mehreren aufeinanderfolgenden Räumen sind die Produkte des Hauses hinter Glasvitrinen ausgestellt.[9]
- Rokin 8 – Het Instituut voor Informatierecht der Universiteit van Amsterdam
- Rokin 78–80 – der 1908–1912 errichtete Gebäudekomplex, wie die Fliesen an der Fassade zeigen, die Ausstellungsräume der damals international bekannten Kunsthandlung von Wisselingh und Co. In der Mitte des Gebäudes befindet sich der Eingang zur Nieuwezijds Kapel, entworfen von Christiaan Posthumus Meyjes sr. An dieser Stelle stand bis 1908 die Heilige Stede-Kapelle. Seit 2005 befindet sich das Eventmuseum Amsterdam Dungeon in dem Komplex.
- Rokin 72, Magazijn De Gouden Bril – das älteste Optikergeschäft in den Niederlanden. An der Dachtraufe ist ein geschnitzter Affe mit Fernglas zu sehen.
- Rokin 145 – das Haus des Kaufmanns Pieter Janszoon Sweelinck, Sohn des berühmten Organisten Jan Pieterszoon Sweelinck, erbaut 1642–1643, mit einem der schönsten Beispiele für einen erhöhten Halsgiebel (rechteckiger Giebelaufsatz), entworfen von Philips Vingboons.
- Rokin 99 – hier steht das „jüngste Denkmal von Amsterdam“. Das Haus aus dem Jahr 1990 ist ein postmodernes Gebäude und wurde von Mart van Schijndel als Büro mit Wohnung vom Architekturbüro Oudhof Effecten entworfen. Seit 2017 ist es als Gemeentelijke monument gelistet[10]
- Rokin 10–16, Rokin Plaza – ein großes Bürogebäude mit Geschäften.[11] Bis 1977 stand hier das Hotel Polen, das in jenem Jahr durch ein Großfeuer vollständig zerstört wurde.[12]
- Rokin 69 – das ehemalige Büro der The Marine Insurance Company Limited. Das Jugendstilgebäude wurde 1901 entworfen von Gerrit van Arkel.
- Rokin 33–47 – An der Ostseite des Rokin findet sich das 1913 errichtete Gebäude der Rotterdamsche Bank. 1916/17 und 1925 folgten Erweiterungen bis das Areal auch die Hausnummern Rokin 23–51 umfasste. Dieser Komplex wurde 1987 abgerissen und durch das Gebäude der Fortisbank ersetzt. Im Jahr 2014 wurde es erneut abgerissen und durch zwei Kaufhausgebäude ersetzt, die 2019 vom Kaufhaus Hudson’s Bay bezogen wurden. Nach der Schließung von Hudson’s Bay hat u. a. der Zahldienstleister Adyen dort Büros bezogen.[13]
- Rokin 11–15 – Das Haus des seit 1853 existierenden Buchhandels Scheltema.
- Am nördlichen Ende des Rokin, an der Adresse Dam 25, findet sich seit 1913 das Gebouw Industria. Ein vormaliger Gesellschaftsclub von Kaufleuten, später Hotel und heute beherbergt das Haus u. a. die Wachsfigurenausstellung Madame Tussauds

## Kunst
Folgende Kunstobjekte sind im öffentlichen Raum des Rokin zu sehen:
- Auf der Höhe des Langebrugsteeg steht seit 1972 ein bronzenes Reiterstandbild der jungen Königin Wilhelmina. Es wurde von der Bildhauerin Theresia van der Pant geschaffen.
- Auf der Höhe der Nummer 78 steht die Natursteinsäule Mirakelkolom als Erinnerung an die früher dort befindliche Kapelle Heilige Stede (1988)
- Auf der Höhe der Buchhandlung Scheltema befindet sich die Rokinfontein (Rokinbrunnen) des Bildhauers Mark Manders (2017)
- Am südlichen Eingang der Metrostation Rokin befindet sich das Kunstwerk Bicycloud von Frank Tjepkema (2017/2018), das weiße Fahrräder darstellt. Die mehreren flachen Metallskulpturen dienen als Begrenzungen der Radaufstellplätze.

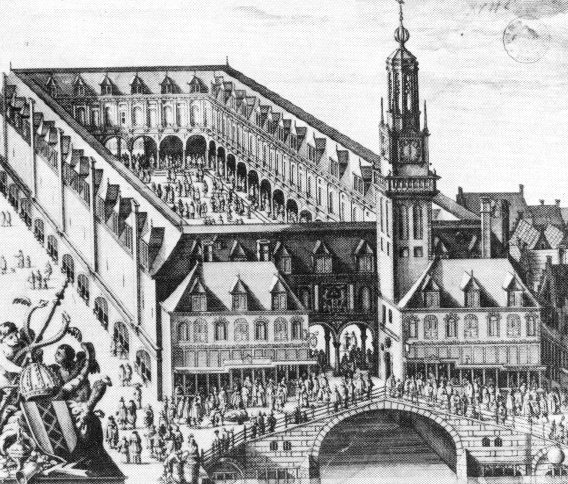
Die Börse von Hendrick de Keyser
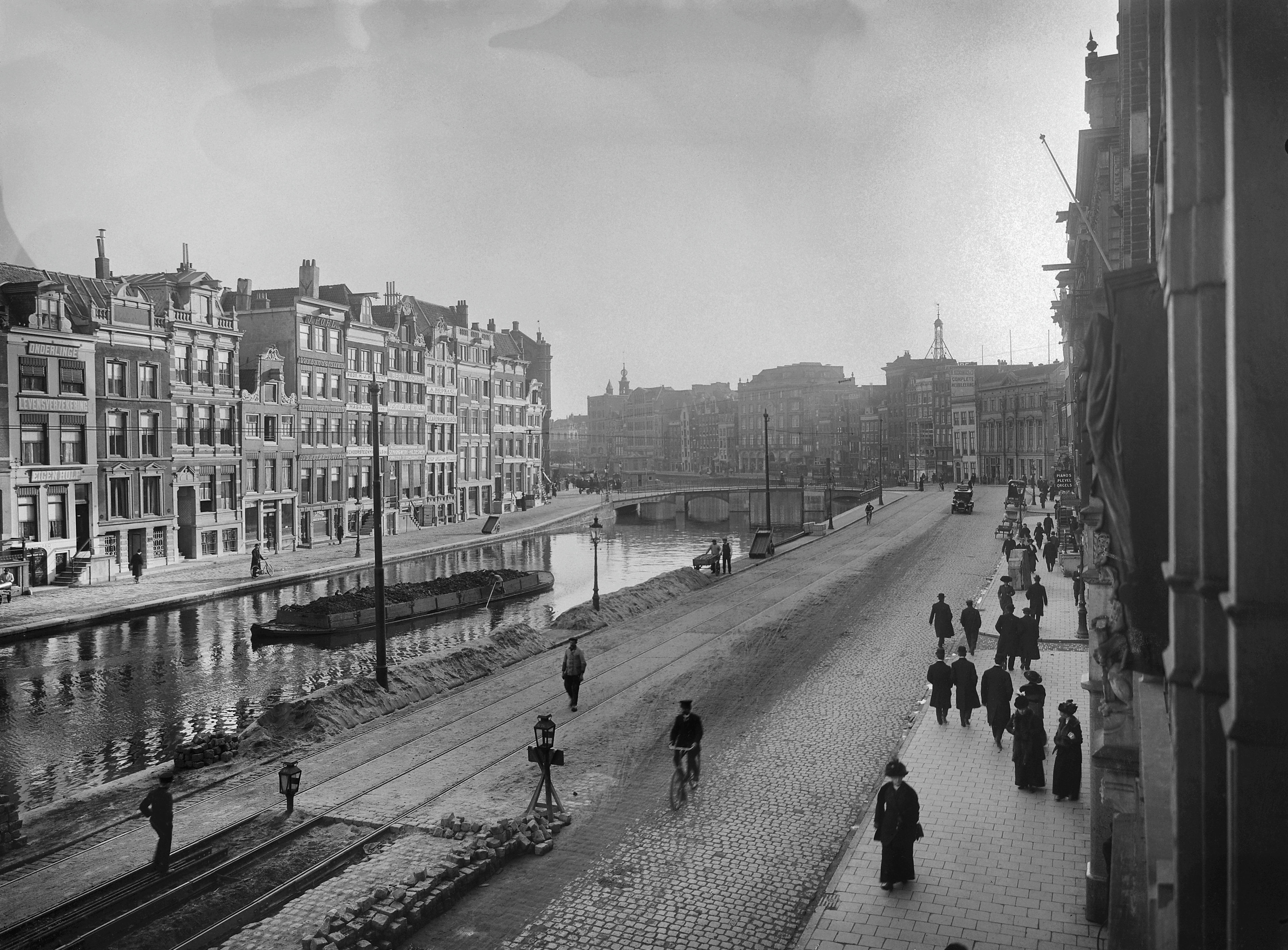
Der Rokin vor der Verfüllung zu Beginn des 20. Jhd., Blickrichtung nach Süden.
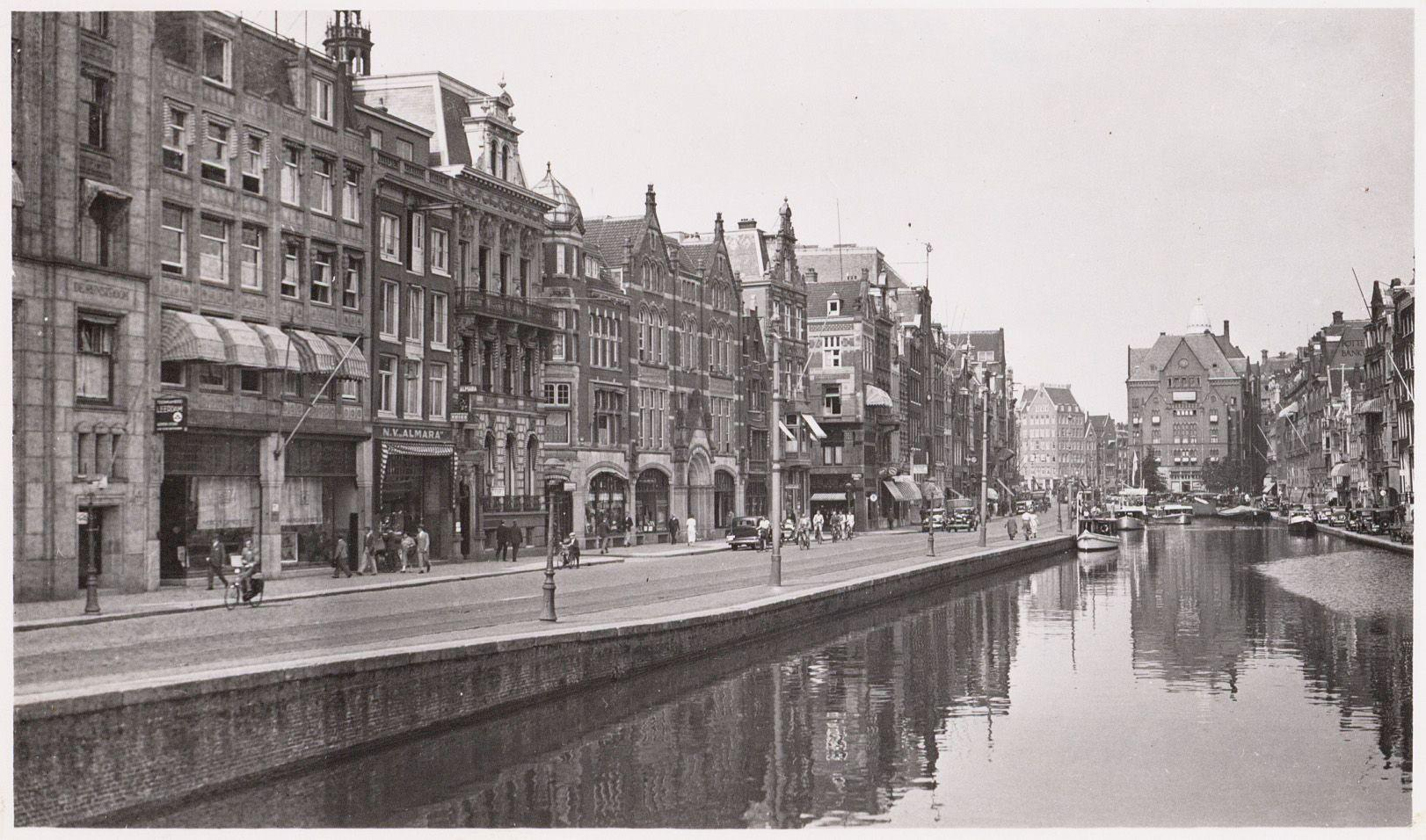
Der nördliche Teil des Rokin, kurz vor der Verfüllung, 1935
- Polygoonjournaal (niederländische Wochenschau) vom März 1924 mit Aufnahmen des Rokin mit Auto- und Tramverkehr